# Acmaeops angusticollis
Acmaeops angusticollis är en skalbaggsart som först beskrevs av Friedrich-August von Gebler 1833.  Acmaeops angusticollis ingår i släktet Acmaeops och familjen långhorningar. Inga underarter finns listade i Catalogue of Life.